# Fusolatirus pagodaeformis
Fusolatirus pagodaeformis is een slakkensoort uit de familie van de Fasciolariidae. De wetenschappelijke naam van de soort is voor het eerst geldig gepubliceerd in 1899 door Melvill.